# Cloud Factory
Cloud Factory – drugi album studyjny ukraińskiego zespołu Jinjer. Album został pierwotnie wydany 21 kwietnia 2014 roku nakładem własnym, natomiast jego reedycja została wydana 16 lutego 2018 roku nakładem wytwórni Napalm Records. W wersji wydanej w 2018 roku znajdują się dodatkowo wersje koncertowe utworów „A Plus Or A Minus” oraz „Who Is Gonna Be The One”.

## Lista utworów
| Nr  | Tytuł utworu                                | Długość |
| --- | ------------------------------------------- | ------- |
| 1.  | „Outlander”                                 | 3:55    |
| 2.  | „A Plus Or A Minus”                         | 4:33    |
| 3.  | „No Hoard Of Value”                         | 4:45    |
| 4.  | „Cloud Factory”                             | 4:44    |
| 5.  | „Who Is Gonna Be The One”                   | 5:30    |
| 6.  | „When Two Empires Collide”                  | 4:49    |
| 7.  | „Желаю значит получу”                       | 3:08    |
| 8.  | „Bad Water”                                 | 5:03    |
| 9.  | „A Plus Or A Minus” (Live From Sentrum)     | 4:33    |
| 10. | „Who Is Gonna Be The One” (Live From Atlas) | 5:33    |
|     |                                             | 46:33   |

## Twórcy albumu
- Tetiana Szmajluk – wokal
- Jewhen Abdiuchanow – gitara basowa
- Dmytro Okseń – gitara
- Roman Ibramchaliłow – gitara
- Jewhen Mantulin – perkusja